# Stubbs
Stubbs (Talkeetna, 12 de abril de 1997 - Talkeetna, 21 de julho de 2017) foi um gato que ficou conhecido por ter sido eleito prefeito honorário de Talkeetna, Alaska, Estados Unidos.